# Cantonul Gennevilliers-Sud
Cantonul Gennevilliers-Sud este un canton din arondismentul Nanterre, departamentul Hauts-de-Seine, regiunea Île-de-France, Franța.

## Comune
| Comune                         | Populație (1999) | Cod poștal | Cod INSEE |
| ------------------------------ | ---------------- | ---------- | --------- |
| Gennevilliers, commune entière | 41.822           | 92.230     | 92 036    |